# Bintang Meriah (Kuta Buluh)
Bintang Meriah is een bestuurslaag in het regentschap Karo van de provincie Noord-Sumatra, Indonesië. Bintang Meriah telt 1292 inwoners (volkstelling 2010).